# Henrik Hennings
Henrik Hennings (Petersborg (Tikøb sogn), 16. oktober 1848 - Charlottenlund, 18. februar 1923) var en dansk komponist og musikudgiver.
Henrik Hennings blev født i Tikøb sogn, som søn af advokat og spilmand Frantz Conrad August Hennings (1811-76) og Sophie Magdalene Bjørnsen (1819-99). Han var bror til kabinetssekretær Sophus Hennings. Den 25. juli 1877 giftede han sig med ballerina og skuespillerinde Betty Hennings.
Han færdiggjorde grunduddannelsen i 1866 og fortsatte derefter med at studere musik på Det Kongelige Danske Musikkonservatorium, der dengang var nyligt stiftet. Ganske kort derefter begyndte han at komponere, særligt sange og værker til klaver, men han indså, at musik ikke var hans rigtige kald. Han tog sine studier op igen og uddannede sig i statsvidenskab i 1870 og tog senere med en juridisk uddannelse. Han ville dog ikke drage stor fordel af disse studier, for efter en række midlertidige job tog han til musikken igen.
Hennings ledede kgl. hofmusikhandel fra 1880, senere omdøbt til A/S Nordisk Musikforlag, som han administrerede indtil 1910. Hennings sundhed forværredes så meget, at han solgte forretningen til konkurrenten Edition Wilhelm Hansen. I 1904 havde han grundlagt Danske Musikhandlerforening. Hans liv i musikverdenen gjorde det muligt for ham, i hans storhedstid, at udgive musik af unge komponister såsom Peter Erasmus Lange-Müller, August Enna, Louis Glass, Tor Aulin, Wilhelm Stenhammar og Emil Sjögren. Gennem en forbindelse med Warmuth Musikforlag fra Oslo fik han også norske komponister som Johan Svendsen og Agathe Backer-Grøndahl i sin portefølje. Disse var videre kontakt med det musikalske liv i Tyskland, og på den måde Hennings var i stand til at lokke internationalt anerkendte musikere til København. Hans Richter, Arthur Nikisch, Karl Muck, samt Sophie Menter kom alle til Danmark. I 1892 forsøgte Hennings at bringe Tchaikovsky til den danske hovedstad for en koncert, men russeren ville ikke længere komme på trods af en tidligere bekræftelse derom.

## Selekteret Bibliografi
- De sønderjydske piger
- To digte af Kaalunds “Et foraar” (opus 11)
- Zwei Gedichte von Aton, Freiherr von Klenheim
- Sechs Lieder und Gesänge
- Sechs Lieder von Herman Heine
- Maisange (opus 13/nog in druk in 2014)
- Notturno af Ludvig Bødtcher (opus 15.1)
- Fem sange
- Fem sånger (opus 12)
- Zwölf Lieder von Heinrich Heine (opus 18/1878/nog in druk in 2014 samen met Sechs Lieder)